# Cloranolol
Cloranolol es el nombre genérico de un medicamento que actúa como antagonista de los receptores beta-adrenérgicos no cardio-selectivo, es decir, tiene afinidad tanto por receptores beta-1 como beta-2, indicado en el tratamiento de la hipertensión arterial y como antiarrítmico. El cloranolol (10 mg cada 12 horas) produce un descenso significativo de la tensiòn arterial y la frecuencia cardiaca de forma similar al propranolol (40 mg) y el atenolol (100 mg cada 6 horas).